# Église catholique romaine Sainte-Catherine de Riga
L'Église catholique romaine Sainte-Catherine de Riga (letton : Rīgas Svētās Katrīnas Romas katoļu baznīca) était une église catholique située dans le Vieux Riga à Riga en Lettonie,.  

## Historique
L'église était située au 9-11, rue Škūnu iela.
L'histoire de l'église est liée à celle du monastère franciscain.
Le monastère de Riga a été fondé en 1258 et a été nommé en l'honneur de Sainte-Catherine.
Le monastère était situé entre les actuelles rues Laipa iela, Škūņa iela, Amata iela et Meistaru iela.
On pense que l'église a été construite au XIIIe siècle vers 1279, mais il n'existe que des preuves indirectes. Les premiers documents officiels faisant référence à l'église de Sainte-Catherine datent de 1312. D'autres sources indiquent que l'église a été construite au XVe siècle. Aux XIVe et XVe siècles, elle subit des modifications. 
Après la Réforme protestante, l'église fut fermée et partiellement démolie en 1526. 
Ce n'est qu'au XXe siècle que plusieurs éléments anciens de l'église furent découverts.
Une plaque a été apposée à l'endroit marquant l'emplacement où elle se trouvait.